# アイピーシー
アイピーシー（IPC: Inter Press Corporation の略）とは、かつて存在した日本の出版社（ISBN：4-87198-）。旧名は「インタープレス」。住所は東京都内。中川右介の父藤岡啓介が創立・経営していた。1990年前後に、極めて大判の写真集（タテ長でタテの長さが40センチ以上）をはじめ、写真集を出版した。主な写真集には荒木経惟「平成元年」や、『北斗の街ー遡上の光景』中居裕恭(2016年死去)などがある。
事実上の倒産後、中川右介自身の持つ会社「アルファベータ」が、1995年6月に事業を引き継いだ、ISBNも引き継いでいる。「専門用語辞典」はインタープレス時代からの継承である）。

## 主たる大判写真集
- 高梨豊『都の貌』1989年7月
- 長野重一『遠い視線』1989年11月
- 沢渡朔『蜜の味』1990年1月
- 土田ヒロミ『宴』1990年5月
- 深瀬昌久『家族』1991年3月

## その他の主要な写真集
- 瀬戸正人『バンコク、ハノイ』1989年1月
- 倉田精二『大亜細亜』1990年3月
- 武田花『眠そうな町』1990年3月
- 荒木経惟『平成元年』1990年4月
- 中居裕恭『北斗の街ー遡上の光景』1990年
- 石内都『1・9・4・7』1990年12月
- 深瀬昌久『父の記憶』1991年3月
- 鈴木清『愚者の船』1991年5月
- 中村立行『昭和・裸婦・残景』1991年6月

## その他の刊行図書
- 有賀ゆう（有賀悠）『キミにもできるスーパーエリートの受験術』初版 - 改訂版は他の出版社から発売された。
- 菅直人・坂口力ほか『土地問題への提言とQ＆A』 - 当時の自民党・共産党以外の各党の政策担当者による本。
- ソヴィエト・アート1920-1930 革命と芸術の時代 ロシア・アヴァンギャルド作品集 レニングラード・ロシア美術館コレクションより（1989年）
  - ソヴィエツキー・フドージニク社が刊行したロシア語の本編「1920-1930 Живопись」（レニングラードのロシア美術館の展覧会のために刊行された展覧会カタログ）と、日本語訳・解説編（IPC編集部による）となる別冊の2分冊（箱入り）

## 同名他社
- 理工学系の学術書出版社であるアイピーシー（1977年創業）は、別の出版社である（ISBN：4-901493-）。
- 株式会社アイピーシー（IPC：International Package Company)は、パッケージメーカーで、別の企業である。